# District de Rožnik
Le district de Rožnik est l'un des 17 districts de la municipalité de Ljubljana.

## Toponymie
Le district tire son nom de la colline de Rožnik. Celle-ci est mentionnée dans des sources écrites dès 1326 sous la forme germanique Rosenberch. Ce toponyme Rosenberch est construit sur le moyen haut allemand rôse « rose » et berc « montagne / colline ». Le toponyme slovène Rožnik est quant à lui une simple traduction de la forme germanique.

## Géographie
Le district est limité au sud-est par la ligne de chemin de fer entre Ljubljana et Sežana ; au sud-ouest par l'autoroute A2 et la rivière Gradaščica ; au nord par une ligne passant au delà de la colline de Rožnik. Les districts frontaliers sont ceux de Dravlje, Šiška, Vič et le district du Centre.

## Points d'intérêt
- Zoo de Ljubljana
- Parc Tivoli